# Saint Georges et le dragon, L'Empereur Maximilien à cheval
Saint Georges et le dragon et L'Empereur Maximilien à cheval sont deux gravures sur bois réalisées en 1508 par l'artiste de la Renaissance allemande Hans Burgkmair l'Ancien (1473-1531).

## Histoire
À Augsbourg, l'humaniste Konrad Peutinger, à qui Maximilien Ier (empereur du Saint-Empire) a confié la supervision de ses projets d'impression, prend connaissance des expérimentations menées par Lucas Cranach l'Ancien en matière de gravure en couleurs et sollicita Hans Burgkmair pour produire à son tour une estampe de ce type. C'est dans ce contexte que Burgkmair grave en 1508 Saint Georges et le dragon et L'Empereur Maximilien à cheval.

## Technique
Ces deux estampes ont d'abord été imprimées à l'aide d'une planche de trait noir et d'une planche de trait à l'or et à l'argent. Rapidement cette seconde planche est abandonnée au profit d'une planche de teinte, encrée le plus souvent d'une couleur brun clair, peut-être à l'investigation de Jost de Negker, graveur sur bois anversois actif à Augsbourg dont le nom apparait sur l'épreuve de Saint Georges ainsi que sur d'autres état du Maximilien.

## Iconographie
Les deux gravures ont été conçues comme un véritable diptyque en hommage à la figure impériale. Maximilien Ier, « le dernier chevalier », couronné empereur du Saint-Empire romain germanique le 8 février 1508, fait face à saint Georges, son saint patron. Tous deux sont à cheval et l'artiste donne à voir tout ensemble la prestance des chevaliers dans leur armure, droits sur leurs étriers, et celle des chevaux dont seules les jambes puissantes dépassent des riches caparaçons.
Achim Gnann a souligné une certaine proximité avec deux statues équestres de condottiere, la statue du Colleone par Andrea del Verrocchio à Venise, Campo Santi Giovanni e Paolo, et celle du monument équestre à Gattamelata par Donatello à Padoue. De telles inspirations paraissent d'autant plus probables que Burgkmair s'est probablement rendu en Italie du Nord vers 1506-1507. Il choisit d'ailleurs d'insérer ses deux portraits équestres dans une architecture elle aussi chargée d'emprunts vénitiens. Pour autant ses chevaux ne peuvent manquer de faire aussi écho à ceux d'Albrecht Dürer.